# 부산 주차타워 화재
부산 주차타워 화재는 2023년 1월 9일 오전 6시 쯤 부산광역시 부산진구 부전동에 있는 오피스텔 주차타워에서 발생한 화재 사고이다. 불은 건물 외부에서 시작되었으며 외벽 소재가 알루미늄 복합 패널의 접착제로 인해 불이 빠르게 확산했다. 소방재난본부는 대응 2단계를 발령하였고, 소방헬기까지 동원되었다. 이 사고로 42명이 연기를 흡입하는 피해를 입고 불은 주차타워와 옆 상가 사이에서 발생한 것으로 추정됐지만 화재 원인은 찾지 못한 것으로 전해졌다.

## 같이 보기
- 우신골든스위트 화재
- 울산 삼환아르누보 화재
- 그렌펠 타워 화재